# Bluffmaster!
Pour plus de détails, voir Fiche technique et Distribution.
Bluffmaster! est un film indien réalisé par Rohan Sippy, sorti en Inde le 16 décembre 2005. Le film reprend le scénario du film argentin Les Neuf Reines.

## Synopsis
Roy Kapoor est le roi de l'arnaque, un maître incontesté du bluff. Peu de temps avant son mariage avec Simmi, il piège le producteur d'un film. Le jour de la noce, le producteur réapparaît, invité par la famille de Simmi. Ignorant tout des activités de Roy, Simmi ne peut contenir sa déception et fait annuler le mariage.

Six mois plus tard, Roy et Simmi ne se sont toujours pas réconciliés. Souffrant de malaises, Roy consulte le docteur Bhalerao qui diagnostique une tumeur au cerveau. Le couperet tombe, Roy n'a plus que 90 jours à vivre. Il est alors approché par Dittu qui lui propose de monter une arnaque dont fera les frais un important caïd de Mumbai. Au terme de sa vie, le maître du bluff, soucieux de finir sa carrière avec panache, accepte l'offre.

## Fiche technique
- Titre : Bluffmaster!
- Réalisateur : Rohan Sippy
- Scénario : Shridhar Raghavan
- Dialogues : Rajat Aroraa
- Musique : Sameeruddin, Vishal Dadlani, Shekhar Ravjiani
- Musique du fond : Shekhar Ravjiani, Vishal Dadlani
- Chorégraphie : Bosco Martis, Caesar Gonsalves, Farah Khan
- Chanteurs : Abhishek Bachchan, Sunidhi Chauhan, Vishal Dadlani, Shekhar Ravjiani
- Costume : Aki Narula
- Action : Abbas Ali Moghul
- Photographie : Himman Dhamija
- Montage : Amitabh Shukla
- Producteur : Ramesh Sippy
- Distribution : Ramesh Sippy Entertainment, Entertainment One
- Budget : US$ 1,78 million
- Langues : Hindî, Anglais
- Pays :  Inde
- Sortie : 2005 (Inde)
- Durée : 135 min

## Distribution
- Abhishek Bachchan : Roy Kapoor
- Priyanka Chopra : Simran Ahuja (Simmi)
- Riteish Deshmukh : Aditya Srivastav (Dittu)
- Boman Irani : le docteur Bhalerao
- Nana Patekar : Chandru
- Hussain Shaikh : Omar
- Mona Singh (en) : Jassi
- Tinu Anand
- Supriya Pilgaonkar : Madame Malhotra
- Mahesh Thakur : Monsieur Malhotra
- Sujoy Ghosh
- Sanjay Mishra : Jassi

## Musique
- Chanteurs : 
  - Abhishek Bachchan
  - Sunidhi Chauhan
  - Vishal Dadlani
  - Shekhar Ravjiani

- Compositeurs :
  - Sameeruddin
  - Vishal Dadlani
  - Shekhar Ravjiani

- Paroles :
  - Jaideep Sahni
  - Vishal Dadlani
  - Shekhar Ravjiani

L'atmosphère musicale de Bluffmaster! s'articule autour de :
- Quatre scènes chantées : Sabse Bada Rupaiyya / Bluffmaster! (adaptation d'une chanson du film Sabse Bada Rupaiyya, 1976) ~ Right Here Right Now (chantée par Abhishek Bachchan) ~Say Na Say Na ~ Bure Bure / Boro Boro (chantée par Arash)
- Deux thèmes originaux : Come Fishing / Bluffmaster! Theme ~ The Gateway Theme
- Deux versions remixées de chansons extraites de films populaires : Tadbeer Se Bigdi Hui Taqdeer (du film Baazi, 1950) ~ Do Aur Do Paanch (du film Do Aur Do Paanch, 1980)
- Trois chansons extraites de l'album Hanging Around de Trickbaby : 9 Parts Of Desire / Parde Ke Peeche ~ Indi-Yarn ~ Neelaa

## Autour du film
- Initialement, le rôle de Roy avait été attribué à Sanjay Dutt, celui de Dittu à Abhishek Bachchan et celui de Simmi à Aishwarya Rai.
- Roy et Dittu se retrouvent à deux reprises dans une salle de cinéma. Les films diffusés lors de ces deux scènes sont Kuch Naa Kaho (le premier film du réalisateur Rohan Sippy) et Shaan, de Ramesh Sippy, le père de Rohan Sippy.